# 13247 Tianshi
13247 Tianshi è un asteroide della fascia principale. Scoperto nel 1998, presenta un'orbita caratterizzata da un semiasse maggiore pari a 2,3061326 au e da un'eccentricità di 0,1100225, inclinata di 3,58487° rispetto all'eclittica.